# Samir Aiboud
Samir Aiboud, né le 11 février 1993 à Tizi Ouzou, exactement fils de la région de Oued Aissi , eet un footballeur algérien qui évolue au poste de milieu offensif. 

## Biographie
Formé à la JS Kabylie, Aiboud fait sa première apparition en senior à l'occasion d'une rencontre de championnat le 22 février 2013 face au CR Belouizdad, où il entre sur le terrain comme remplaçant à la 61e minute. Il est depuis considéré comme un des espoirs de la JSK de par ses bonnes prestations[réf. nécessaire].
Samir Aiboud dispute un total de 82 matchs avec la JSK, inscrivant 4 buts. Lors du mercato estival de 2017, Aiboud quitte la JSK et signe un contrat de deux ans avec le champion d’Algérie en titre, l'ES Sétif.

## Palmarès
- Vice-champion d'Algérie en 2014 avec la JS Kabylie.
- Finaliste de la coupe d'Algérie en 2014 avec la JS Kabylie.
- Vainqueur de la supercoupe d'Algérie en 2017 avec l'ES Sétif.
  - Champion d'Algérie avec le CR Belouzidad 2019-2020.
  - Vainqueur de la supercoupe d'Algérie en 2020 avec le Cr Belouizdad